# Myothyriopsis picta
Myothyriopsis picta là một loài ruồi trong họ Tachinidae.